# Vedahugget
Vedahugget este o arie protejată (arie specială de conservare — SAC, sit de importanță comunitară — SCI) din Finlanda întinsă pe o suprafață de 40 ha, integral pe uscat.

## Localizare
Centrul sitului Vedahugget este situat la coordonatele 63°07′22″N 21°46′48″E / 63.1228°N 21.78°E.

## Înființare
Situl Vedahugget a fost declarat sit de importanță comunitară în august 1998 pentru a proteja 1 specie de animale. Situl a fost protejat și ca arie specială de conservare în aprilie 2015.

## Biodiversitate
Situată în ecoregiunea boreală, aria protejată conține 2 habitate naturale: Taiga vestică, Mlaștini împădurite.
La baza desemnării sitului se află o specie protejată de  mamifere: veveriță zburătoare siberiană (Pteromys volans).
Pe lângă speciile protejate, pe teritoriul sitului au mai fost identificate 1 specie de plante, 1 specie de pești.